# Maximilian Schell
Pour les articles homonymes, voir Schell.

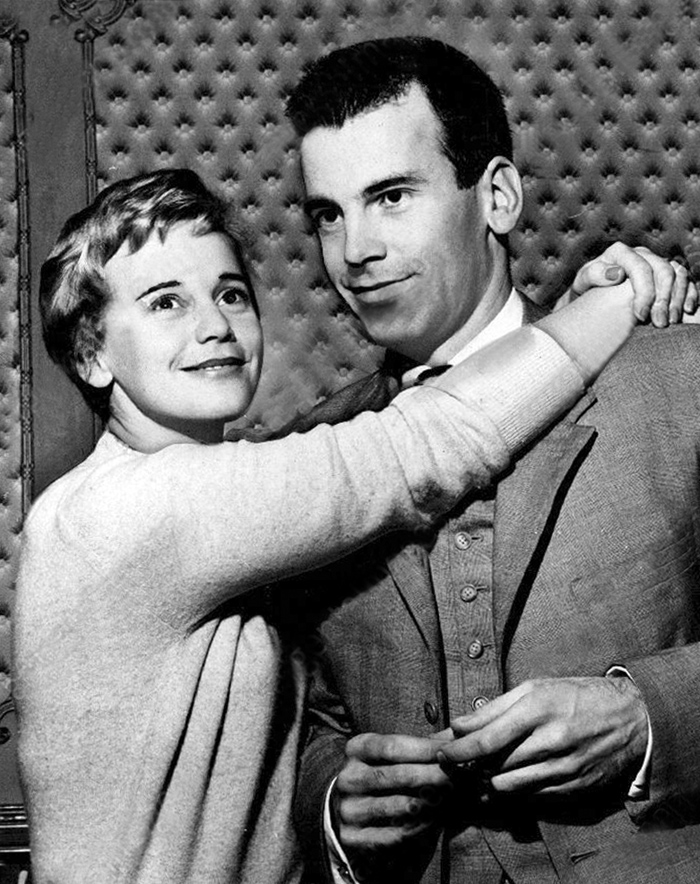
Avec sa sœur, l'actrice Maria Schell en 1959.

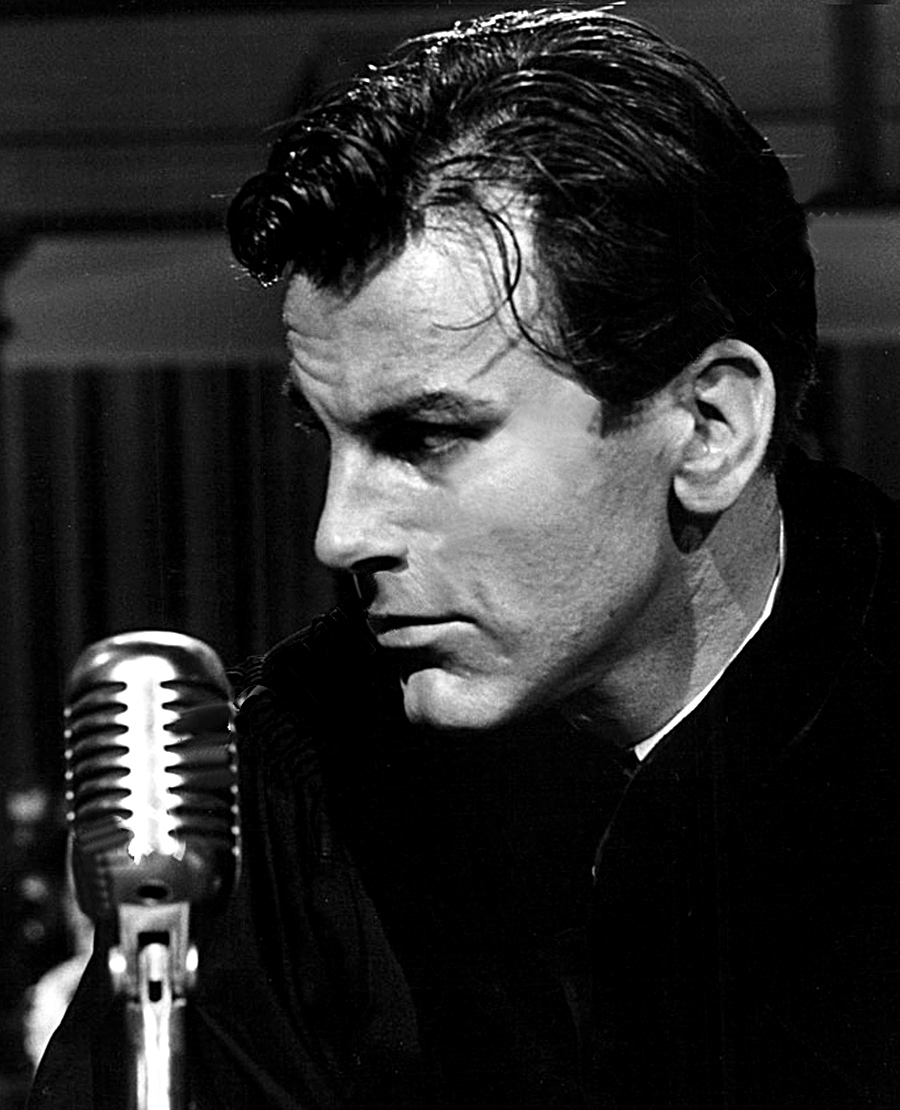
Maximilian Schell dans Jugement à Nuremberg (1961).

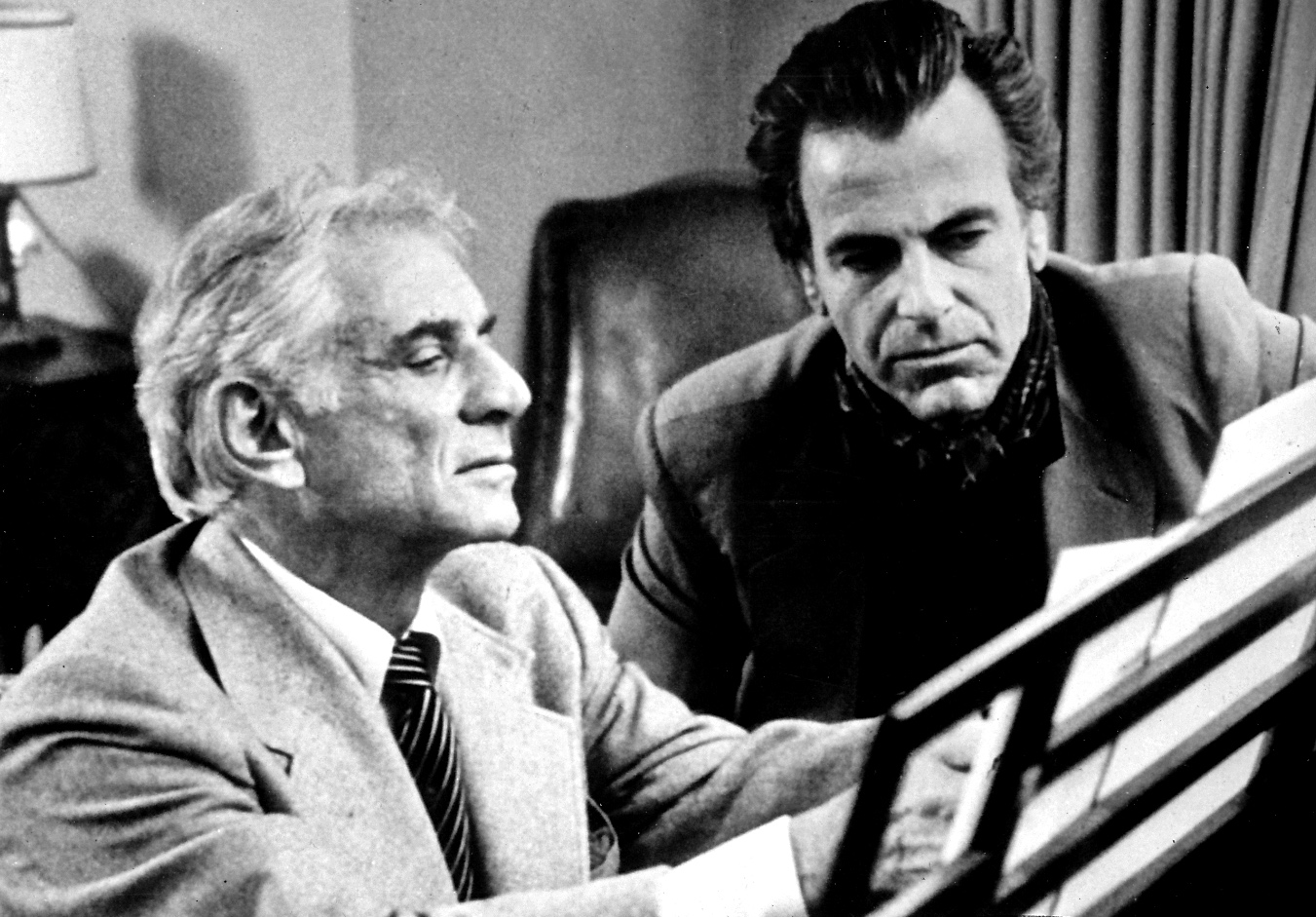
Leonard Bernstein et Maximilian Schell dans la série télé Bernstein/Beethoven en 1983.

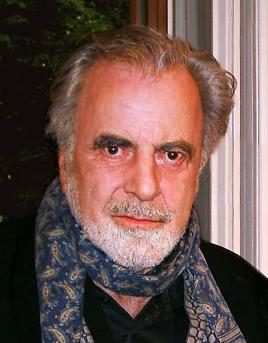
Maximilian Schell en 2006.

Maximilian Schell, né le 8 décembre 1930 à Vienne (Autriche) et mort le 1er février 2014 à Innsbruck (Autriche), est un acteur, producteur de cinéma, réalisateur et scénariste, d’origine autrichienne, naturalisé suisse.

## Biographie
Maximilian Schell est le fils de l'écrivain suisse Hermann Ferdinand Schell (de) et de l'actrice viennoise Margarethe Noé von Nordberg.
Il débute au cinéma en 1954. Il obtient son premier rôle important au cinéma en 1958 à Hollywood, aux côtés de Marlon Brando dans Le Bal des maudits d'Edward Dmytryk ; il tourne ensuite dans de grandes productions, comme Topkapi en 1964 ou Un pont trop loin en 1977. Il a réalisé trois films dans les années 1970, dont Der Fussganger (Le Piéton). Il obtient un Oscar du meilleur acteur en 1961
Maximilian Schell meurt des suites d'une pneumonie, contractée lors du tournage d’un téléfilm pour le compte de la chaîne allemande ZDF.

## Famille et vie privée
Il est le frère des comédiens Maria Schell (1926-2005), Carl Schell (de) et Immy Schell (de).
De 1986 à 2005, il est marié à l'actrice russe Natalia Andreïtchenko, avec qui il a une fille prénommée Nastassja née en 1989.
À partir de 2008, il vit avec la cantatrice germano-croate Iva Mihanovic (de), de 47 ans sa cadette, qu'il épouse le 20 août 2013, cinq mois avant de décéder. Ils avaient eu l'occasion de travailler sur des projets communs, notamment l'opérette L'Auberge du Cheval Blanc à Munich en 2012.

## Filmographie

### Comme acteur

#### Au cinéma
- 1955 : Jeunesse murissante (Reifende Jugend), d'Ulrich Erfurth
- 1955 : Des enfants, des mères et un général (Kinder, Mütter und ein General), de László Benedek
- 1955 : Le 20 Juillet (Der 20. Juli), de Falk Harnack
- 1956 : Le Mariage du médecin (Die Ehe des Dr med. Danwitz), d'Arthur Maria Rabenalt
- 1956 : Ein Herz kehrt heim, d'Eugen York
- 1956 : Une fille des Flandres (Ein Mädchen aus Flandern), de Helmut Käutner
- 1957 : Taxichauffeur Bänz, de Werner Düggelin et Hermann Haller
- 1957 : Les derniers seront les premiers (Die Letzten werden die Ersten sein), de Rolf Hansen
- 1958 : Le Bal des maudits (The Young Lions), d'Edward Dmytryk
- 1958 : Les Enfants de la montagne (de) (Ein wunderbarer Sommer ou Kinder der Berge) de Georg Tressler
- 1961 : Jugement à Nuremberg (Judgment at Nuremberg), de Stanley Kramer
- 1962 : Five Finger Exercise, de Daniel Mann
- 1962 : Les Séquestrés d'Altona (I Sequestrati di Altona), de Vittorio De Sica
- 1962 : The Reluctant Saint, d'Edward Dmytryk
- 1964 : Topkapi, de Jules Dassin
- 1965 : Le démon est mauvais joueur (Return from the Ashes), de J. Lee Thompson
- 1965 : John F. Kennedy: Years of Lightning, Day of Drums (documentaire)
- 1966 : M.15 demande protection (The Deadly Affair), de Sidney Lumet
- 1968 : La Symphonie des héros (Counterpoint), de Ralph Nelson
- 1968 : The Desperate Ones, d'Alexander Ramati
- 1969 : Krakatoa à l'est de Java (Krakatoa, East of Java), de Bernard L. Kowalski
- 1969 : Simon Bolivar (Simón Bolívar), d'Alessandro Blasetti
- 1970 : Erste Liebe, de Maximilian Schell
- 1971 : Le Château, de Rudolf Noelte
- 1972 : Jeanne, papesse du diable (Pope Joan), de Michael Anderson
- 1972 : Paulina 1880, de Jean-Louis Bertuccelli
- 1973 : Der Fußgänger, de Maximilian Schell
- 1974 : The Rehearsal, de Jules Dassin
- 1974 : Le Dossier Odessa (The Odessa File), de Ronald Neame
- 1975 : The Man in the Glass Booth, d'Arthur Hiller
- 1975 : Le Jour qui choqua le monde (Sarajevski atentat), de Veljko Bulajic
- 1976 : Monsieur Saint-Ives (St. Ives), de J. Lee Thompson
- 1977 : Croix de fer (Cross of Iron), de Sam Peckinpah
- 1977 : Un pont trop loin (A Bridge Too Far), de Richard Attenborough
- 1977 : Julia, de Fred Zinnemann
- 1979 : Smash (Players), d'Anthony Harvey
- 1979 : Avalanche Express, de Mark Robson
- 1979 : Amo non amo, d'Armenia Balducci
- 1979 : Le Trou noir (The Black Hole), de Gary Nelson
- 1981 : L'Élu (The Chosen), de Jeremy Kagan
- 1983 : Les Îles, d'Iradj Azimi
- 1984 : Morgen in Alabama (Un matin en Alabama) de Norbert Kückelmann
- 1985 : The Assisi Underground, d'Alexander Ramati
- 1989 : La Roseraie (The Rose Garden) de Fons Rademakers : Aaron
- 1990 : Premiers pas dans la mafia (The Freshman), d'Andrew Bergman
- 1993 : Kalahari (A Far Off Place), de Mikael Salomon
- 1993 : Justice (Justiz), de Hans W. Geißendörfer : Isaak Kohler
- 1994 : Little Odessa, de James Gray
- 1996 : The Vampyre Wars, de Hugh Parks
- 1997 : Through Roses, de Jürgen Flimm
- 1997 : Telling Lies in America, de Guy Ferland
- 1998 : Le Dix-huitième ange (The Eighteenth Angel), de William Bindley
- 1998 : À la recherche du passé (Left Luggage), de Jeroen Krabbé
- 1998 : Vampires, de John Carpenter
- 1998 : Deep Impact, de Mimi Leder
- 1999 : Sur les ailes de l'amour (Wer liebt, dem wachsen Flügel...), de Gabriel Barylli
- 2000 : I Love You, Baby, de Nick Lyon
- 2000 : Seulement mettre la pagaille (Fisimatenten), de Jochen Kuhn
- 2001 : Festival in Cannes, d'Henry Jaglom
- 2009 : Une arnaque presque parfaite (The Brothers Bloom), de Rian Johnson
- 2015 : Les Brigands, de Pol Cruchten et Frank Hoffmann

#### À la télévision
- 1958 : Die Bernauerin, de Gustav Rudolf Sellner
- 1959 : Playhouse 90, de George Roy Hill (série) (épisode Child of Our Time)
- 1959 : Playhouse 90 (série) (épisode Judgment at Nuremberg)
- 1959 : Westinghouse Desilu Playhouse, de Jerry Thorpe (série) (épisode Perilous)
- 1960 : La Cinquième Colonne (The Fifth Column), de John Frankenheimer
- 1960 : Sunday Showcase, de George Schaefer (série) (épisode Turn the Key Deftly)
- 1960 : Alcoa Theatre (série) (épisode The Observer)
- 1960 : Les Trois Mousquetaires (The Three Musketeers)
- 1961 : Hamlet, Prinz von Dänemark, de Franz Peter Wirth
- 1965 : Der Seidene Schuh, de Gustav Rudolf Sellner (feuilleton)
- 1967 : Bob Hope Presents the Chrysler Theatre, de Lawrence Dobkin et Sam Peckinpah (série) (épisode A Time to Love)
- 1968 : Heidi, de Delbert Mann
- 1980 : Le Journal d'Anne Frank (The Diary of Anne Frank), de Boris Sagal
- 1983 : Le Fantôme de l'Opéra (The Phantom of the Opera), de Robert Markowitz
- 1986 : Pierre le Grand (Peter the Great), de Marvin J. Chomsky et Lawrence Schiller (feuilleton)
- 1990 : Un flic dans la mafia (Wiseguy), de Stephen J. Cannell et Frank Lupo (série)
- 1991 : Intrigues impériales (Young Catherine), de Michael Anderson
- 1992 : Miss Rose White, de Joseph Sargent
- 1992 : Stalin (en), d'Ivan Passer : Lénine
- 1993 : Candles in the Dark, de Maximilian Schell
- 1994 : La Bible : Abraham (Abraham), de Joseph Sargent
- 1996 : The Thorn Birds: The Missing Years, de Kevin James Dobson
- 1999 : Jeanne d'Arc (Joan of Arc), de Christian Duguay
- 2001 : The Song of the Lark, de Karen Arthur
- 2002 : Amour, mensonges, passions (Liebe, Lügen, Leidenschaft), de Marco Serafini (feuilleton)
- 2002 : Der Bestseller - Mord auf italienisch, de Jörg Grünler
- 2003-2007 : Fortune et Trahisons, de Michael Baier (série)
- 2003 : Alles Glück dieser Erde, d'Otto Retzer
- 2004 : De côte à côte (Coast to Coast), de Paul Mazursky
- 2004 : Le Retour du maître de danse (The Return of the Dancing Master), d'Urs Egger
- 2005 : Die Liebe eines Priesters, de Franz Josef Gottlieb
- 2006 : Giganten: Albert Einstein, de Gero von Boehm
- 2006 : Die Alpenklinik, d'Udo Witte
- 2007 : Le Secret des roses (Die Rosenkönigin) de Peter Weck

### Doublage
- 1991 : On ne peut pas vivre comme ça (Tак жить нельзя) de Stanislav Govoroukhine : voix

### Comme réalisateur
- 1970 : Erste Liebe
- 1973 : Le Piéton (Der Fußgänger)
- 1975 : Double Jeu (Der Richter und sein Henker)
- 1979 : Légendes de la forêt viennoise (Geschichten aus dem Wienerwald)
- 1984 : Marlene (documentaire)
- 1993 : Candles in the Dark (TV)
- 2002 : Meine Schwester Maria (documentaire)

## Distinctions
- Oscar du meilleur acteur en 1961 pour le rôle de Hans Rolfe dans Jugement à Nuremberg de Stanley Kramer
- Golden Globe du meilleur acteur dans un film dramatique en 1962 pour le rôle de Hans Rolfe dans Jugement à Nuremberg de Stanley Kramer
- Nommé pour l'Oscar du meilleur acteur en 1976 pour The Man in the Glass Booth d'Arthur Hiller
- Nommé pour l'Oscar du meilleur acteur dans un second rôle en 1978 pour Julia de Fred Zinnemann
- Nommé pour l'Oscar du meilleur documentaire en 1985 pour Marlene
- Officier de l'ordre du Mérite de la République fédérale d'Allemagne

## Sources
- (de) Cet article est partiellement ou en totalité issu de l’article de Wikipédia en allemand intitulé « Maximilian Schell » (voir la liste des auteurs).